# أنغليس
بلدية أنغليس (بالإسبانية: Anglés) هي بلدية تقع في مقاطعة جرندة التابعة لمنطقة كتالونيا شمال شرق إسبانيا.

## الديموغرافيا
بلغ عدد سكان بلدية أنغليس 5.637 نسمة عام 2011 (وفقاً للمعهد الوطني الإسباني للإحصاء).
| 4.785 | 4.943 | 5.020 | 5.191 | 5.281 | 5.569 | 5.637 |

## أعلام
- لويس كول